# Варегем
Варегем (нидерл. Waregem, МФА: [ˈʋaːrəɣɛm]) — коммуна и город в Бельгии, округ Кортрейк, провинция Западная Фландрия. Варегем расположен в долине реки Лис между городами Кортрейк и Гент.
По состоянию на 1 января 2010 года население коммуны составляет 36 306 человек. Площадь — 44,34 км ² при плотности населения 820 чел./км².

## Достопримечательности
- Памятник и кладбище американским солдатам находится на юго-востоке города. Наименьшее кладбище американским военным в Европе и единственное в Бельгии. Здесь похоронены 368 американских военных, погибших при освобождении Бельгии во время Первой мировой войны.
- Парк вокруг замка Барона Кейсера располагается в центре города и включает в себя рощи, пруды и фонтаны.
- В городе также находится несколько церквей и сельскохозяйственных зданий, построенных в средние века.

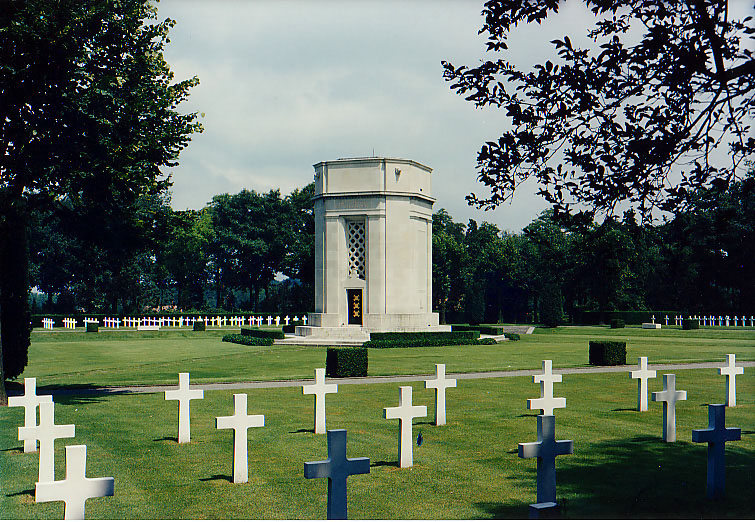
Кладбище американским военным

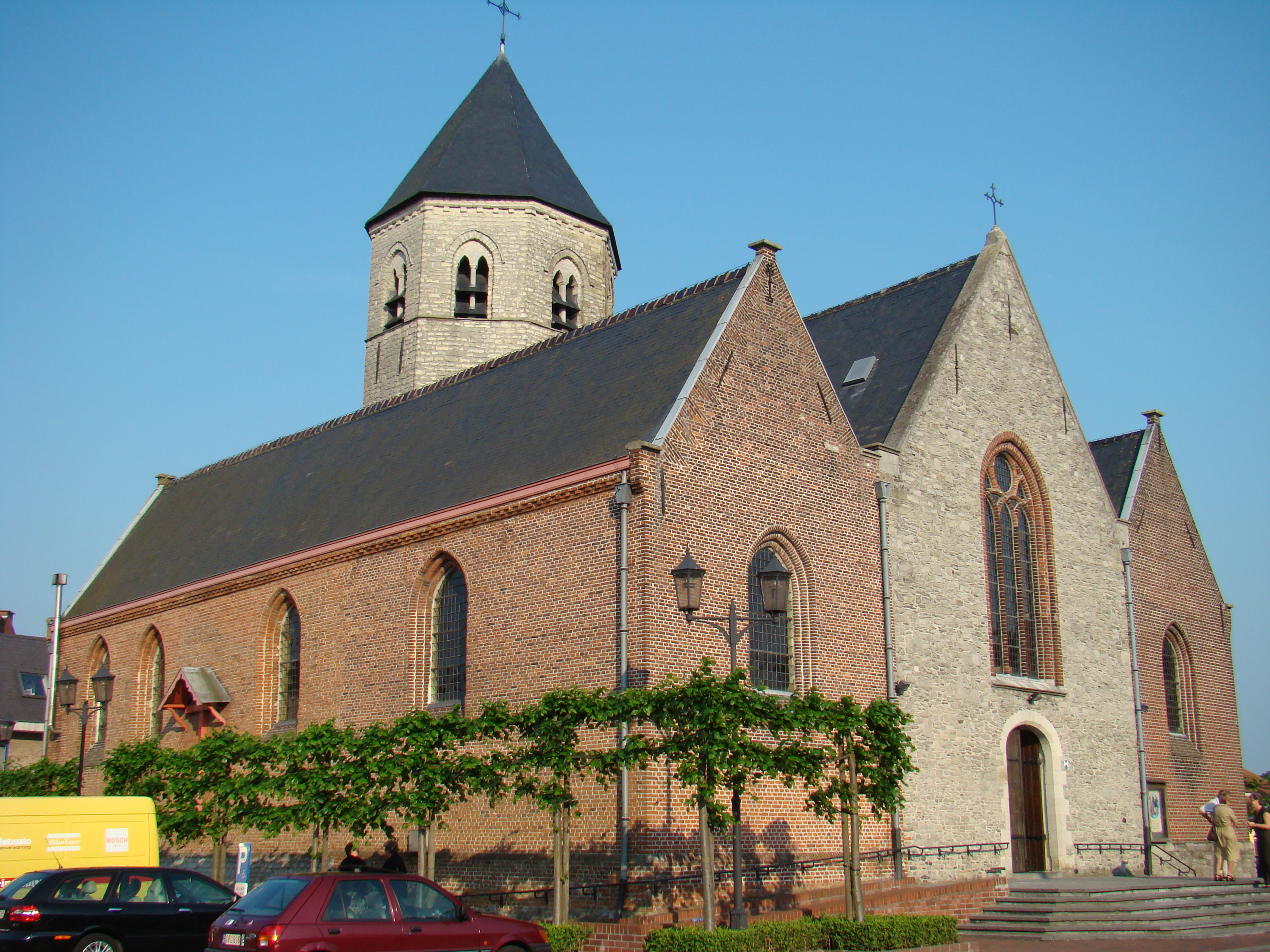
Церковь Sint-Eloois-Vijve

## Спорт
- В Варегеме имеется футбольный клуб «Зюлте-Варегем», образованный в 2001 году путём слияния команд «Варегем» и «ВВ Зюлтсе» (Зюлте).
- В 1957 году в городе проходил Чемпионат мира по шоссейным велогонкам.
- В 2007 году город Варегем был началом третьего этапа (Варегем — Компьень) знаменитой велосипедной гонки Тур де Франс.[1]

## Известные жители
- Дик Норман, теннисист (родился в 1971 году)

## Города-побратимы
1. Голеган, Португалия
2. Нгарама, Руанда
3. Пардубице, Чехия
4. Сексард, Венгрия
5. Херес-де-ла-Фронтера, Испания